# Theo van der Meer
Theodorus Albertus María van der Meer (Den Helder, 15 de noviembre de 1950) es un historiador neerlandés. Tras una época de actividad en la dirección del COC Nederland y en sindicatos, a partir de mediados de la década de 1980 se dedicó a la historia, especialmente a la historia gay. Además de los libros citados, ha publicado docenas de artículos en revistas nacionales e internacionales.
En 1995 consiguió su doctorado cum laude con la disertación Sodoms zaad in Nederland. Het ontstaan van homoseksualiteit in de vroegmoderne tijd. («La semilla de Sodoma en los Países Bajos. Los orígenes de la homosexualidad en la Edad Modena»). Por la tesis, recibió el Praemium Erasmianum a la disertación. A 2007, van der Meer trabajaba como investigador en el Internationaal Instituut voor Sociale Geschiedenis (IISG; «Instituto Internacional de Historia Social»), donde trabaja en el proyecto «Homosexualidad en el siglo XX». En 2007 publicó una completa biografía del primer activista gay de los Países Bajos, Jacob Anton Schorer, que también puede ser contemplada como una biografía de la homosexualidad misma.
A 2008 van der Meer estaba preparando una biografía de Piet Meertens.

## Obra
- De wesentlĳke sonde van sodomie en andere vuyligheeden. Sodomietenvervolgingen in Amsterdam 1730-1811 (1984) ISBN 90-70585-30-8
- Vrĳwillig in de frontlinie. Het buddy-project van de Jhr. Mr. J.A. Schorerstichting (1987)
- Sodoms zaad in Nederland. het ontstaan van homoseksualiteit in de vroegmoderne tĳd (1995) ISBN 90-6168-444-7
- «'Ernstige moraliteits-toestanden in de residentie'. Een 'Whodunnit' over het Haagse zedenschandaal van 1920». Pag. 373-407 en: Pro Memorie. Bijdragen tot de rechtsgeschiedenis der Nederlanden, año 4º, (2002)
- «'Van der Lubbe ist seinem ganzen Wesen nach homosexuell'. Bruinboek, homoseksualiteit en antifascisme.» Pag. 294-310 en: De Gids, año 170º, (2006)
- Jhr.Mr. Jacob Anton Schorer. Een biografie van homoseksualiteit (2007) ISBN 90-73341-30-2